# Miroslav Schubert
Miroslav Jiří Schubert (2. března 1895 Havlíčkův Brod – 5. října 1991 Laguna Hills, USA) byl československý diplomat. Do diplomatických služeb vstoupil již za Rakouska-Uherska, po rozpadu monarchie přešel pod československé ministerstvo zahraničí. Jako konzul strávil několik let v Evropě i v zámoří a v letech 1927–1932 byl prvním československým vyslancem v Íránu. Jako zástupce vyslance působil poté v Berlíně (1934–1939) a po druhé světové válce byl generálním konzulem v Mnichově (1947–1948). Po komunistickém převratu v roce 1948 byl odvolán a odešel do exilu v USA.

## Životopis
Studoval na gymnáziu v rodném Německém Brodě, maturoval v roce 1912, poté krátce studoval na filozofické fakultě Vídeňské univerzity a nakonec absolvoval konzulární akademii. Těsně před koncem první světové války byl v srpnu 1918 přijat do zaměstnaneckého poměru na rakousko-uherské ministerstvo zahraničí a přidělen jako atašé ke konzulátu v Brémách. Po vzniku Československa vstoupil do československých diplomatických služeb, jako vicekonzul působil v Berlíně (1918–1919) a Drážďanech (1919–1920), současně byl pověřen likvidací rakousko-uherských konzulátů v Německu. V letech 1920–1921 na pozici vicekonzula vystřídal v rychlém sledu působiště v New Yorku, Washingtonu a Chicagu. Jako vicekonzul poté v letech 1921–1926 působil v Rio de Janeiru. V roce 1926 se vrátil do Prahy, kde působil na finančním odboru ministerstva zahraničí.
V letech 1927–1932 vedl nově zřízené československé diplomatické zastoupení v Teheránu, kam byl delegován nejprve jako konzul, v roce 1928 mu byl udělen titul chargé d'affaires a nakonec byl v roce 1930 jmenován vyslancem. V srpnu 1932 se vrátil do Prahy a znovu působil na ministerstvu zahraničí. V letech 1934–1938 byl velvyslaneckým radou v Berlíně, kde byl zástupcem Vojtěcha Mastného. Když byl Mastný v září 1938 vyslán jako československý zástupce k jednáním v Mnichově, vedl Schubert fakticky zastupitelský úřad v Berlíně. Setrval zde až do okupace Československa v březnu 1939, kdy bylo vyslanectví uzavřeno. Po návratu do Prahy byl přidělen ke kanceláři prezidenta Emila Háchy, ale již v červenci 1939 byl odeslán na dovolenou, nakonec sám k datu 31. října 1939 požádal o uvolnění do výslužby.
Po dobu druhé světové války pracoval jako obchodní referent u firmy Baťa a v roce 1945 se vrátil do diplomatických služeb. Znovu působil na ministerstvu zahraničí a v letech 1947–1948 byl generálním konzulem v Mnichově. Z funkce byl odvolán okamžitě po komunistickém puči v únoru 1948. Návrat do Československa odmítl a s rodinou odcestoval do Rakouska, kde získal vystěhovalecký pas od amerických okupačních úřadů a odešel do exilu v USA.
Jeho vzpomínky na léta působení v Íránu byly vydány v Česku v roce 2020 z iniciativy Masarykova historického ústavu.

## Dílo
S diplomatem v Orientu. Pět let u Pávího trůnu; Masarykův ústav a Archiv Akademie věd České republiky, Praha, 2020; 213 s. ISBN 978-80-88304-13-5